# Deutsches Staubarchiv

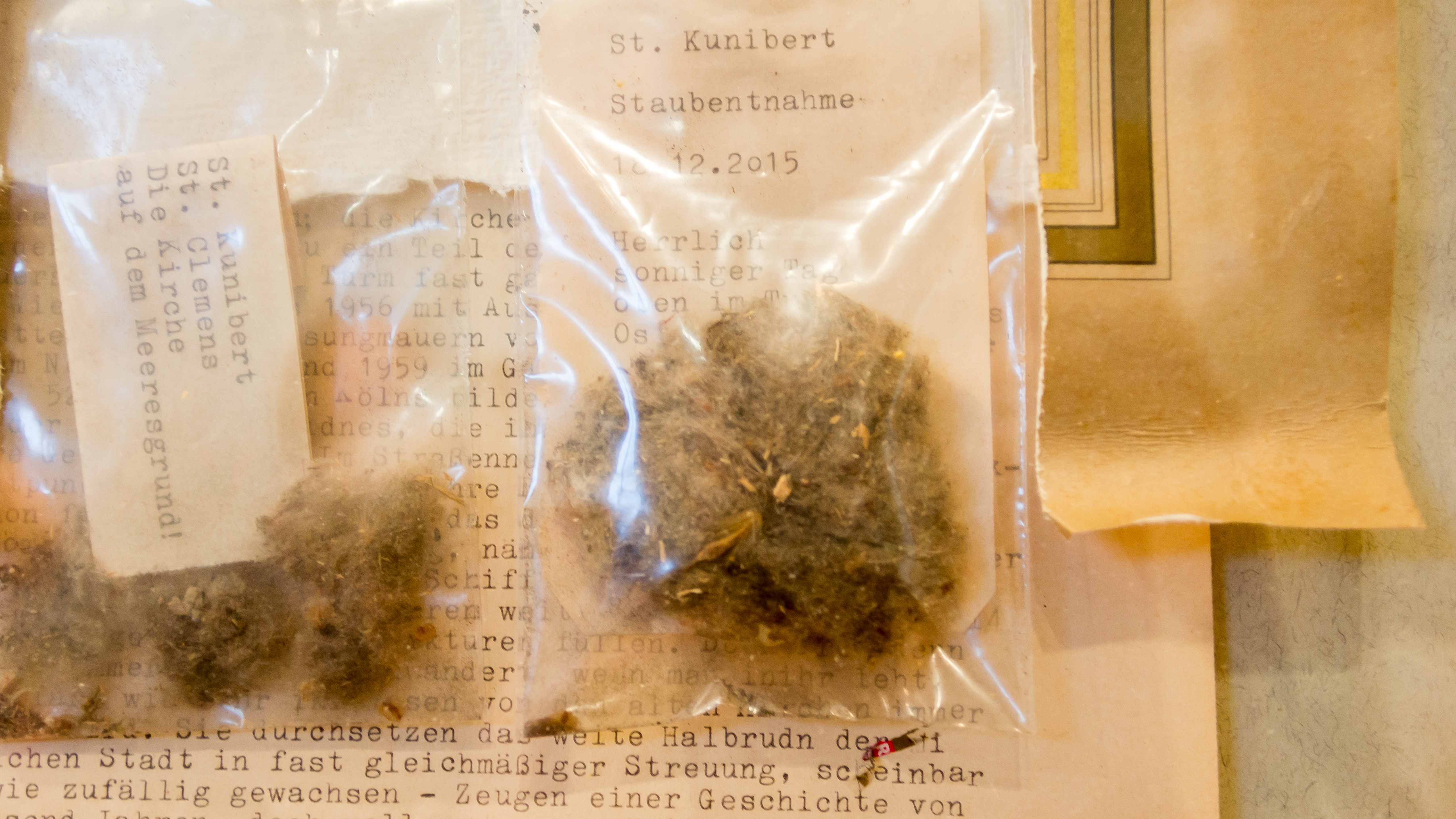
Staub aus der Kölner Kirche St. Kunibert

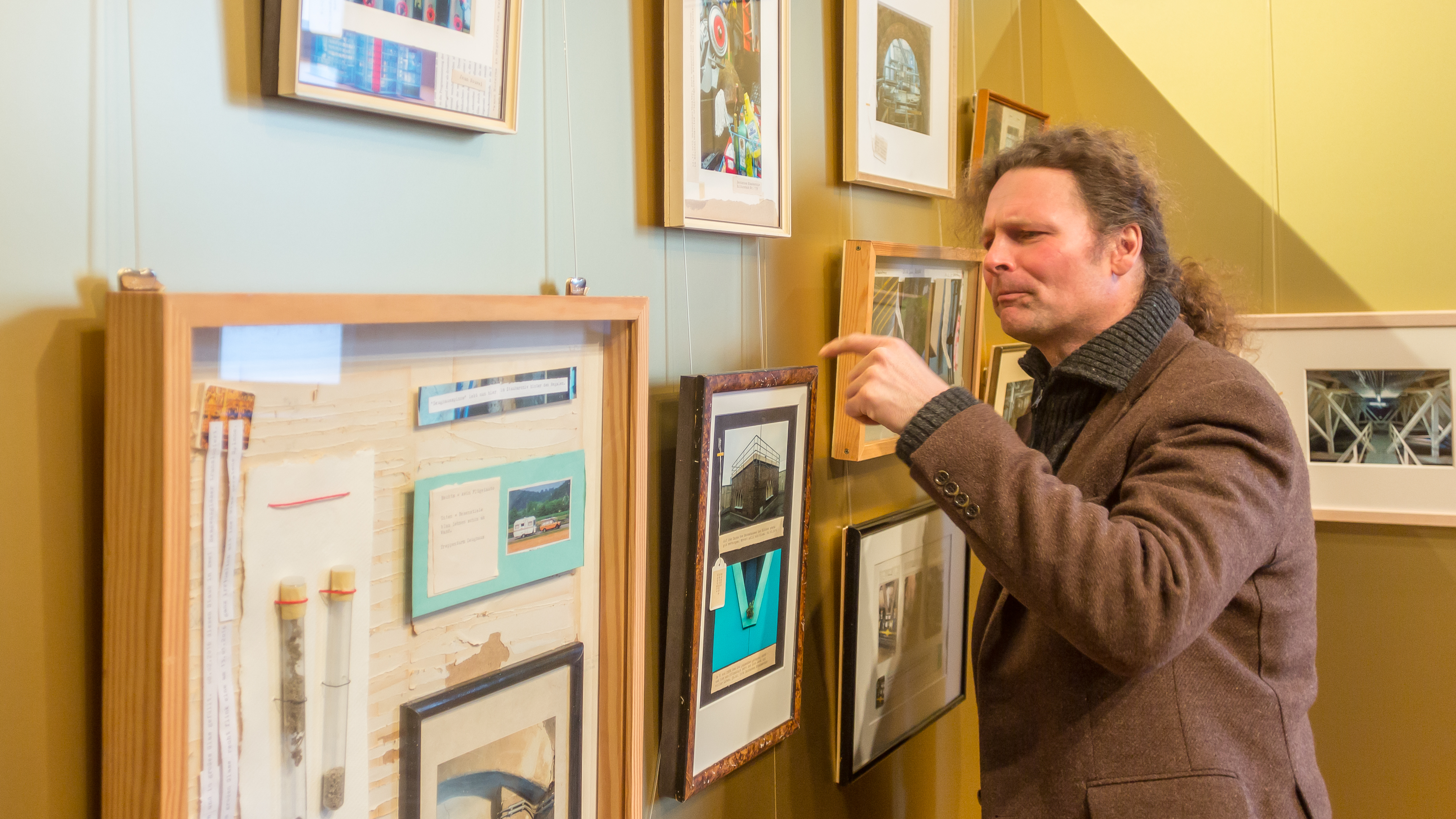
Wolfgang Stöcker in der Ausstellung Kölner Staub als Objektkunst und Fotografie im Kölnischen Stadtmuseum, 2016

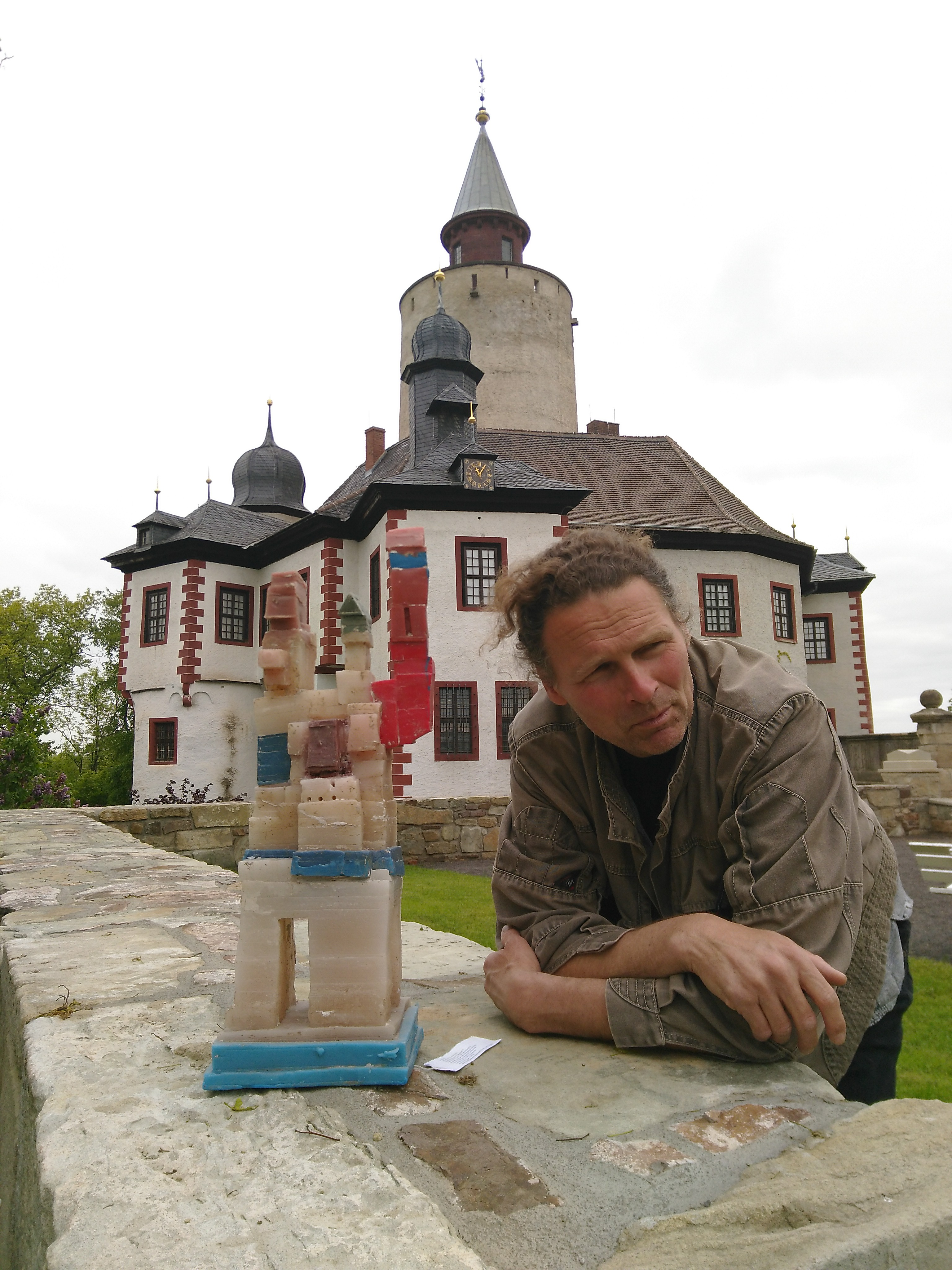
Wolfgang Stöcker mit einem seiner „Staubtürme“ vor dem Thüringer Museum Burg Posterstein. Für die Ausstellung „Zum Wesen des Staubes – Staubexpeditionen auf Burg Posterstein“ entstanden zahlreiche Kunstwerke.

Als Deutsches Staubarchiv wird eine Sammlung und Dokumentation internationaler historischer Stäube bezeichnet, die der Kölner Künstler und Kunsthistoriker Wolfgang Stöcker (* 1969 in Bergisch Gladbach) zusammenträgt.

## Geschichte und Arbeitsweise
Seit 2004 verfolgt Stöcker das Projekt, aus den unterschiedlichsten Orten weltweit Proben von Staub zu erlangen. Hierzu reist er selbst an historisch bedeutsame Plätze, um eigenhändig Staub zu wischen; zusätzlich versendet Stöcker Schreiben, in welchen er Kirchen, Ministerien, Museen und ähnliche Institutionen um die Zusendung von Staubproben bittet. Des Weiteren werden in seinem Auftrag „Staub-Scouts“ tätig, die von ihren Reisen Staub mitbringen und ihn dem Archiv zur Verfügung stellen.
Die Archivalien sortiert der Kunsthistoriker Stöcker in sechs (ursprünglich drei) Kategorien:
1. Sakrale Stäube
2. Kulturstäube
3. Politische Stäube (von Orten jedweder politischer Macht)
4. Kulinarische Stäube (vorzugsweise aus Weinkellern)
5. Naturraumstäube
6. Musikalische Stäube

Sie stammen teilweise aus kulturhistorisch bedeutsamen Gegenden wie z. B. von der Akropolis, aus dem Dom zu Köln, von der Wartburg in Eisenach, aus dem Louvre in Paris, von der chinesischen Mauer, aus dem Kolosseum in Rom, aus der Wüstenstadt Petra in Jordanien, aus dem Opernhaus von Sydney und vom Drachenfels in Königswinter.
Die Bestände des ersten und einzigen Staubarchivs (mit Stand von Mai 2019: circa 600 Proben) werden von Wolfgang Stöcker in Aktenordnern gesammelt und in einem Regal seiner Kölner Wohnung aufbewahrt.

## Selbstverständnis
Als Reaktion auf seine Briefe erntet Stöcker vielfältige Reaktionen wie zum Beispiel Unverständnis (Bundespräsidialamt), Schweigen (Limburger Dom) und auch Entgegenkommen (Erfurter Dom). Ursprünglich geplant und entstanden als reines Kunstprojekt (anstelle eines geplanten Spinnwebenarchivs und in Nachfolge eines Wasserarchivs), begreift Stöcker die Arbeit am Archiv zunehmend weiter. Zitat: „Mit der Zeit ist das Augenzwinkern ernster geworden …“; nun geht es dem Künstler mit seiner Arbeit auch darum, „… die Anwesenheit des Verfalls zu vergegenwärtigen“. In Ergänzung zum Archiv bietet Stöcker inzwischen Staubexkursionen zu Orten städtischen Verfalls in Köln an.

## Ausstellungen
- Siegen, Art Galerie (Helga Oberkalkofen) ab dem 7. Mai 2011[4]
- Bonn: Das Mineralogische Museum der Rheinischen Friedrich-Wilhelms-Universität Bonn im Poppelsdorfer Schloss als Teil des Steinmann-Instituts für Geologie, Mineralogie und Paläontologie präsentiert vom 3. November 2011 bis zum 4. November 2012 in einer Sonderausstellung mit dem Titel „Vom Stein zum Staub“ Teile des Deutschen Staubarchivs.
- Siegburg, Stadtmuseum (6. November bis zum 15. Dezember 2013)[5]
- Köln, Stadtmuseum: Unter Kölner Dächern – Kölner Staub als Objektkunst und Fotografie (11. März bis 25. Juni 2016)
- Posterstein, Museum Burg Posterstein : Zum Wesen des Staubes – Staubexpeditionen auf Burg Posterstein mit Wolfgang Stöcker, Köln (19. Mai bis 18. August 2019)